# Jukio Kasaja
Jukio Kasaja (japonsky: 笠谷 幸生; 17. srpna 1943 Joiči – 23. dubna 2024 Sapporo) byl japonský skokan na lyžích. Na olympijských hrách v Sapporu roku 1972 vyhrál závod na středním můstku. Stal se tak prvním Japoncem, který získal zlatou medaili na zimních olympijských hrách a prvním Neevropanem, který vyhrál olympijský závod ve skocích na lyžích. Jeho největším úspěchem na lyžařském mistrovství světa bylo druhé místo na středním můstku na šampionátu ve Vysokých Tatrách roku 1970 a šlo o první japonskou medaili v historii mistrovství. V letech 1976 a 1998 byl vlajkonošem japonské výpravy na zimních hrách. Soutěžil v klubu, který založila japonská firma na výrobu whisky Nikka. Po skončení závodní kariéry v této firmě pracoval.